# バンデランテス
バンデランテス（Rede Bandeirantes）は、ブラジルを代表する放送事業者の一つで、バンデランテスコミュニケーショングループ傘下のテレビ・ラジオ兼営局である。本部はサンパウロにあり、視聴者数はブラジルの大手ネットワークのなかで4位をキープしている。

## 歴史
- 1967年5月13日、サンパウロで1937年に開局したラジオバンデランテスなどが母体となり、サンパウロでテレビ放送を開始。
- 1969年、テレビ局舎で大規模な火災を起こし、放送に多大な影響が出た。
- 1970年、グローボ・Tupi・RECORDと共に、ブラジルで最初にFIFAワールドカップを中継。
- 1972年、ブラジルで最初にカラー放送が開始され
- 1973年、ジャパン・ポップ・ショーに放送開始。
- 1977年、全国ネットを構築した。
- 1982年、ブラジルで最初に衛星で全国放送スタート
- 2007年、サンパウロ地区からデジタルハイビジョン放送がスタートした。

## NHKとの関係
NHKサンパウロ支局が局内に設置されている。
2009年から、NHK-BS1で同局のニュースの放映が始まっている。
2011年5月17日・18日にはラジオ深夜便が当局のスタジオから全編生放送された。NHKサンパウロ支局が紹介され、ここを拠点に南米各地の取材が行われており、チリ鉱山崩落事故・全員救出に関するニュースの最前線基地になったと紹介された。

## 主な番組
- ミス・ブラジル（英語版）（毎年4月、ミス・ユニバースブラジル代表選考会）